# Marián Potáš
Marián Ján Potáš, O.S.B.M. (2. března 1918, Prešov - 23. února 2006, tamtéž) byl rusínský řeckokatolický duchovní, basiliánský protoigumen a biskup skryté církve v Československu.

## Životopis
Na kněze byl vysvěcen v basiliánském monastýru na Podkarpatské Rusi roku 1943. Teologii studoval v Mukačevu, Prešově a Olomouci. V letech 1945 až 1948 studoval právo na Právnické fakultě University Karlovy v Praze. Po roce 1948, kdy začala likvidace řeckokatolické církve v Československu, byl přesvědčován k přestupu na pravoslaví, což odmítl, poté byl zatčen a s dalšími řeckokatolickými kněžími uvržen do táborů nucených prací. Roku 1950 byl odsouzen na deset let vězení. Roku 1954 byl podmínečně propuštěn na svobodu, ale byl mu zakázán vstup na Slovensko, takže se přestěhoval do Teplic v severních Čechách, kde pracoval jako dělník. Roku 1958 byl znovu odsouzen na osm let kvůli odhalení jeho tajné práce s mládeží, ale byl propuštěn již v roce 1960 na základě všeobecné amnestie. Poté žil nadále v Teplicích.
V roce 1968, kdy byla obnovena řeckokatolická církev, se vrátil do Prešova, kde působil jako kaplan prešovské farnosti. Byl velkým ctitelem bl. Pavla Petera Gojdiče, o jehož exhumaci a pohřeb ostatků se významně zasadil. Také knižně vydal životopis vladyky Gojdiče. Po dvouletém působení v Prešově a neshodách s tehdejším ordinariátem, kdy kritizoval postupnou slovakizaci obřadů řeckokatolické církve a odklon od „gojdičovských tradic“ odešel působit jako farář do farnosti Vyšný Orlík v okrese Svidník, kde významně organizoval duchovní život. Roku 1973 byl tajným biskupem Felixem M. Davídkem v soukromém bytě v Brně vysvěcen na biskupa. V letech 1970 až 1994 byl protoigumenem (představeným) basiliánského řádu v Československu. Roku 1996 odešel do důchodu. Účastnil se beatifikačních procesů řeckokatolických mučedníků, biskupů Gojdiče a Vasiľa Hopka.